# Садовое кольцо (музей)
Музе́й Садо́вое кольцо́ — филиал Музейного объединения «Музей Москвы», посвящённый истории Мещанского района Москвы. Располагается на проспекте Мира, в особняке XVIII века, построенном в стиле классицизм. Основан в 1970 году как Музей трудовой и боевой славы Дзержинского района и приобрёл современное название в 2012 году.

## Здание и его архитектура
Музей располагается в особняке второй половины XVIII века по адресу проспект Мира, дом № 14, построенном в стиле зрелого московского классицизма на фундаменте каменных палат конца XVII или самого начала XVIII века. Здание двухэтажное, прямоугольное по форме. В отделке использован большой ордер. Крайние оконные оси главного и боковых фасадов обрамлены ионическими пилястрами, что стилистически близко к произведениям В. И. Баженова, однако он не был архитектором дома. И. Э. Грабарь предполагал авторство архитектора Н. Н. Леграна. В отделке обильно представлены лепные детали тонкой работы: капители, розетки, рельеф под балконом, львиные маски над окнами. В начале XIX века к дому пристроены боковые ризалиты, разобранные в XX веке при реставрации. Ныне особняк имеет статус объекта культурного наследия федерального значения.

## История здания
В начале XIX века домом владел граф Гавриил Карлович де-Реймонд Моден. Здание сильно пострадало во время пожара 1812 года, однако новый владелец князь Дмитрий Лобанов-Ростовский провёл работы по его восстановлению. Впоследствии дом был продан майору Петру Грушецкому — родственнику участников восстания декабристов Михаила Бестужева-Рюмина и братьев Муравьёвых-Апостолов. В дальнейшем в особняке некоторое время проживала Наталья Фонвизина — вдова декабриста, генерал-майора Михаила Фонвизина, который приходился родным племянником знаменитому драматургу. Наталью Фонвизину называют одним из возможных прототипов Татьяны Лариной в «Евгении Онегине».
В середине XIX века владельцем здания был коллежский асессор Шамардин, потом — купец И. М. Зайцевский.
В 1890-х годах зданием владела семья купцов Ганшиных, которые поддерживали дружеские связи с молодым революционером В. И. Лениным. Именно в этом здании, усилиями Ганшиных, в 1894 году было напечатано первое крупное произведение Ленина «Что такое «друзья народа» и как они воюют против социал-демократов?» (по другим данным, книга была напечатана в усадьбе Ганшиных под Переславлем-Залесским, тогда как в московской квартире складировался свежеотпечатанный тираж). В дальнейшем этот факт помог сохранению здания и его превращению в общедоступный музей.
Последней дореволюционной владелицей здания стала купчиха первой гильдии Лия Михайловна Гуревич. После революции в доме вначале жили две семьи, а затем, в результате начавшейся политики уплотнения особняк был поделён на коммунальные квартиры, расселённые только в 1960-х.
После этого в здании была проведена крупномасштабная научная реставрация под руководством К. О. Журина, в ходе которой были восстановлены исторические интерьеры и предметы декора: львиные маскароны, резной балкон, лепнина и паркет.

## Открытие музея
В 1967 году к 100-летию со дня рождения В. И. Ленина в особняке открылся Музей трудовой и боевой славы Дзержинского района. К тому же юбилею была восстановлена и превращена в музей усадьба Ганшиных в селе Горки Переславские неподалёку от Переславля-Залесского.
В 1998 году музей был реорганизован и отошёл от революционной тематики. К 2000 году руководство музея разработало новую концепцию музейной экспозиции, посвящённую истории Мещанского района Москвы.
В 2012 году музей перешёл под руководство Департамента культуры города Москвы и был переименован в Музей «Садовое кольцо». Спустя два года работники создали на базе музея первую школу профессиональной подготовки экскурсоводов. В 2016 году школа получила лицензию на образовательную деятельность Департамента образования города Москвы и право на выдачу дипломов государственного стандарта. В 2021 году стал филиалом Музея Москвы.

## Музей в наши дни

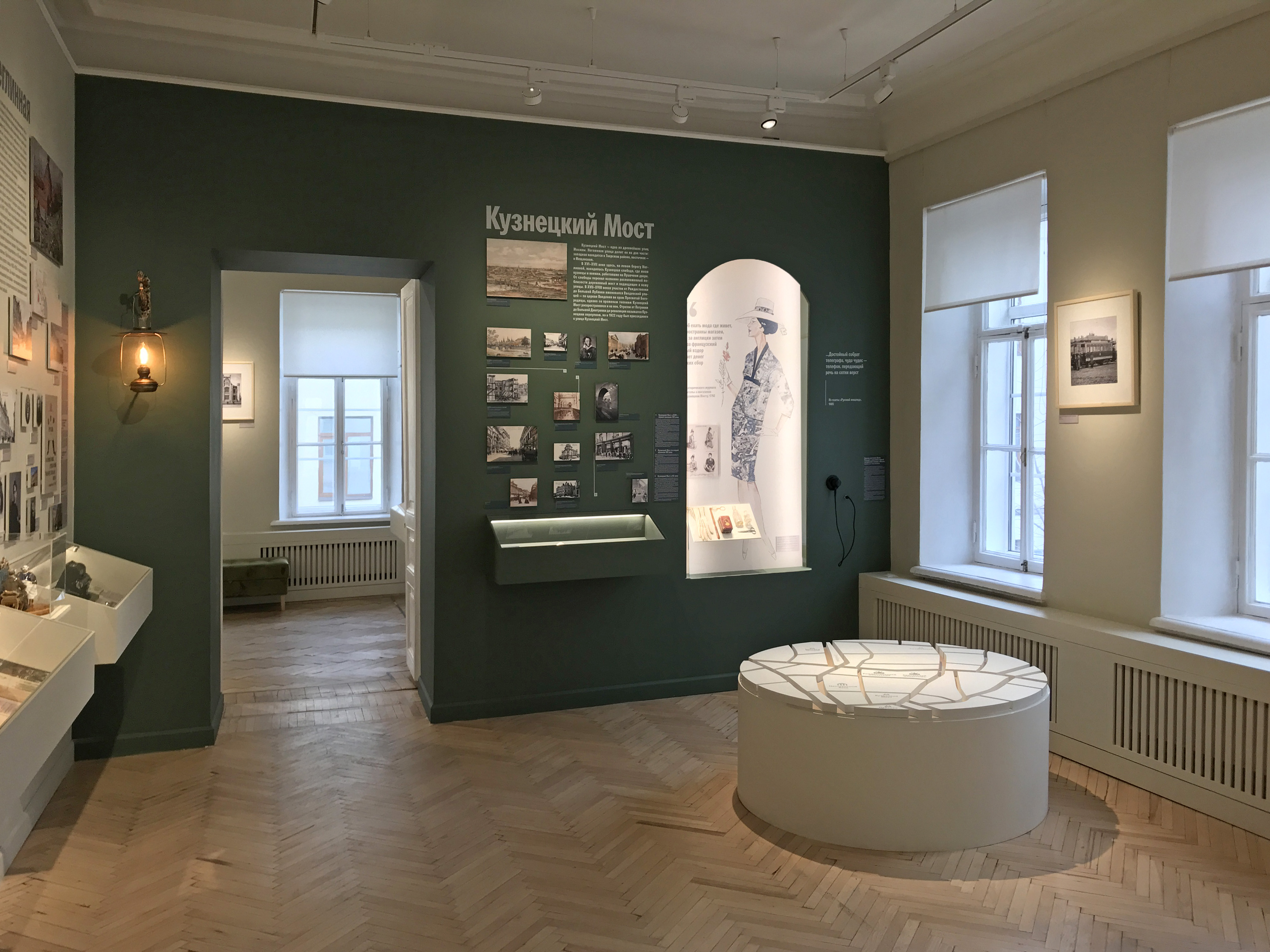
Фрагмент постоянной экспозиции музея

В 2025 году постоянная экспозиция музея была реорганизована и открыта в новом виде. Два зала 2 этажа посвящены истории Мещанского района в современных границах. Третий зал отведен под историю Сухаревой башни. На 1 этаже располагаются два зала с временными выставками.